# 노영국
노영국(盧永國, 본명: 노길영(盧吉永), 1948년 12월 23일~2023년 9월 18일)은 대한민국의 배우이다.
1967년 연극배우로, 1968년 뮤지컬배우로 데뷔하였다. 1975년에는 MBC 7기 공채 탤런트에 선발되었다. 1988년 서갑숙과 결혼을 하였으며, 1997년 이혼하였다. 2006년 패션디자이너 안영순과 재혼하였다.

## 학력
- 정읍농공고등학교
- 서울예술대학 연극과

## 출연작

### 드라마

#### MBC
- 1975년 《113 수사본부》
- 1976년 《사미인곡》
- 1990년 《조선왕조 오백년:대원군》
- 1990년 월화 미니시리즈 《여자는 무엇으로 사는가》
- 1991년 수목 미니시리즈 《여명의 눈동자》 ... 김호 역
- 1991년 《도시인》
- 1993년 특집드라마 《만해 한용운》 ... 한용운 역[2]
- 1993년 주말연속극 《엄마의 바다》 ... 김오남 역
- 1995년 수목드라마 《제4공화국》 ... 중앙정보부장 수행부관 박흥주 대령 역
- 1996년 수목드라마 《사과꽃 향기》
- 1997년 월화드라마 《의가형제》 ... 김수형의 부친 역
- 2008년 MBC Every 1 드라마 《별순검 시즌2》 ... 최은휼 역
- 2010년 아침드라마 《주홍글씨》 ... 이석호 역
- 2012년 주말 특별기획 《무신》 ... 대집성 역

#### KBS
- 1983년 KBS1 드라마 《대관령》
- 1985년 KBS2 수목드라마 《빛과 그림자》
- 1986년 KBS1 청소년드라마 《고교생 일기》 ... 노영국 교사 역
- 1987년 KBS1 특집드라마 《87' 행복을 찾습니다》
- 1988년 KBS2 주말드라마 《은혜의 땅》
- 1989년 KBS1 특집드라마 《영주의 증명》
- 1990년 KBS2 일요아침드라마 《대추나무 사랑걸렸네》 ... 세원 역
- 1994년 KBS2 월화드라마 《한명회》 ... 안평대군 역
- 1995년 KBS2 일일연속극 《내 사랑 유미》
- 1995년 KBS2 TV소설 《여울》 ... 김순구 역
- 2002년 KBS1 대하드라마 《제국의 아침》 ... 고려 제2대 혜종 역
- 2008년 대하드라마 《대왕 세종》 … 조선 제2대 정종 역
- 2009년 수목드라마 《미워도 다시 한 번 2009》 ... 박용수 역
- 2012년 KBS1 일일연속극 《당신뿐이야》 ... 오만복 역
- 2016년 KBS2 월화드라마 《우리집에 사는 남자》 ... 홍성규 역
- 2021년 KBS1 대하드라마 《태종 이방원》 ... 조준 역
- 2023년 KBS2 주말드라마 《효심이네 각자도생》 ... 강진범 역 (1회 ~ 7회)[3]

#### SBS
- 1991년 주말극장 《두려움 없는 사랑》
- 1992년 월화드라마 《금잔화》
- 1993년 청소년드라마 《열정시대》
- 1994년 일요아침드라마 《까치네》
- 1995년 월화드라마 《장희빈》 ... 박태보 역
- 1995년 주말극장 《옥이 이모》
- 1997년 주말극장 《꿈의 궁전》 ... 유세봉 역
- 1998년 수목드라마 《홍길동》 ... 연산군 역
- 2009년 주말드라마 《천만번 사랑해》 ... 백일 역
- 2014년 일일드라마 《사랑만 할래》 ... 최명준 역
- 2015년 SBS 아침드라마 《황홀한 이웃》 ... 공마중 역
- 2015년 SBS 플러스 일일드라마 《당신을 주문합니다》 ... 회사 대표 역

#### 타방송사
- 2005년 EBS 문화사 시리즈 《지금도 마로니에는》 ... 장일순 역
- 2010년 tvN 드라마 《조선X파일 기찰비록》 ... 이형욱 역
- 2011년 E채널 드라마 《여제》 ... 오명석 의원 역

### 영화
- 1994년 《블루 시걸》 ... 알폰소 (목소리) 역
- 1995년 《애니깽》 ... 무칠 역
- 1996년 《여울》
- 1997년 《똑바로 살아라》 ... 돈 안 받고 나온 사람 역
- 2007년 《브라보 마이 라이프》 ... 노전무 역

## 앨범
- 《노영국 1집》 (1988년)
- 《사나이 빈가슴》 (1997년)
- 《꽃바람 오해 사랑》 (2012년)
- 《고백》 (2012년)